# Sacco Pastore
Sacco Pastore è la zona urbanistica 4H del Municipio Roma III di Roma Capitale. Si estende sul quartiere Q. XVI Monte Sacro.
Il nome deriva da precedenti forme medievali e pertanto deve escludersi la lettura semplicistica secondo cui esso è dovuto all'ansa del fiume Aniene che circonda e delimita la zona stessa, già frequentata da pastori.

## Geografia fisica

### Territorio
Si trova nel quadrante nord-est della città, fra un'ansa del fiume Aniene a nord-est e sud e la tangenziale est a ovest.
La zona urbanistica confina:
- a nord con la zona urbanistica 4G Conca d'Oro
- a est con la zona urbanistica 4A Monte Sacro
- a sud con la zona urbanistica 5G Pietralata
- a sud-ovest con la zona urbanistica 3A Nomentano
- a ovest con la zona urbanistica 2E Trieste

## Storia
In questa area fu trovato, nel 1929, un cranio umano fossile, detto "Uomo di Saccopastore I", e nel 1935 un altro cranio umano, detto "Uomo di Saccopastore II",  con altri resti di animali tra cui il Palaeoloxodon antiquus (elefante dalle zanne dritte).

## Monumenti e luoghi d'interesse
- Ponte Nomentano
- Targa in memoria di Rino Gaetano, sita in Via Nomentana Nuova 53 ove il cantante visse fino alla sua morte.[2]
- Chiesa di Gesù Bambino a Sacco Pastore[3]

## Infrastrutture e trasporti
|  | È raggiungibile dalla stazione di Roma Nomentana. |